# Stazione di Poppi
La stazione di Poppi è la principale stazione ferroviaria di Poppi, in provincia di Arezzo. Si trova lungo la ferrovia Arezzo-Stia, gestita da La Ferroviaria Italiana (LFI).